# Rolandstein

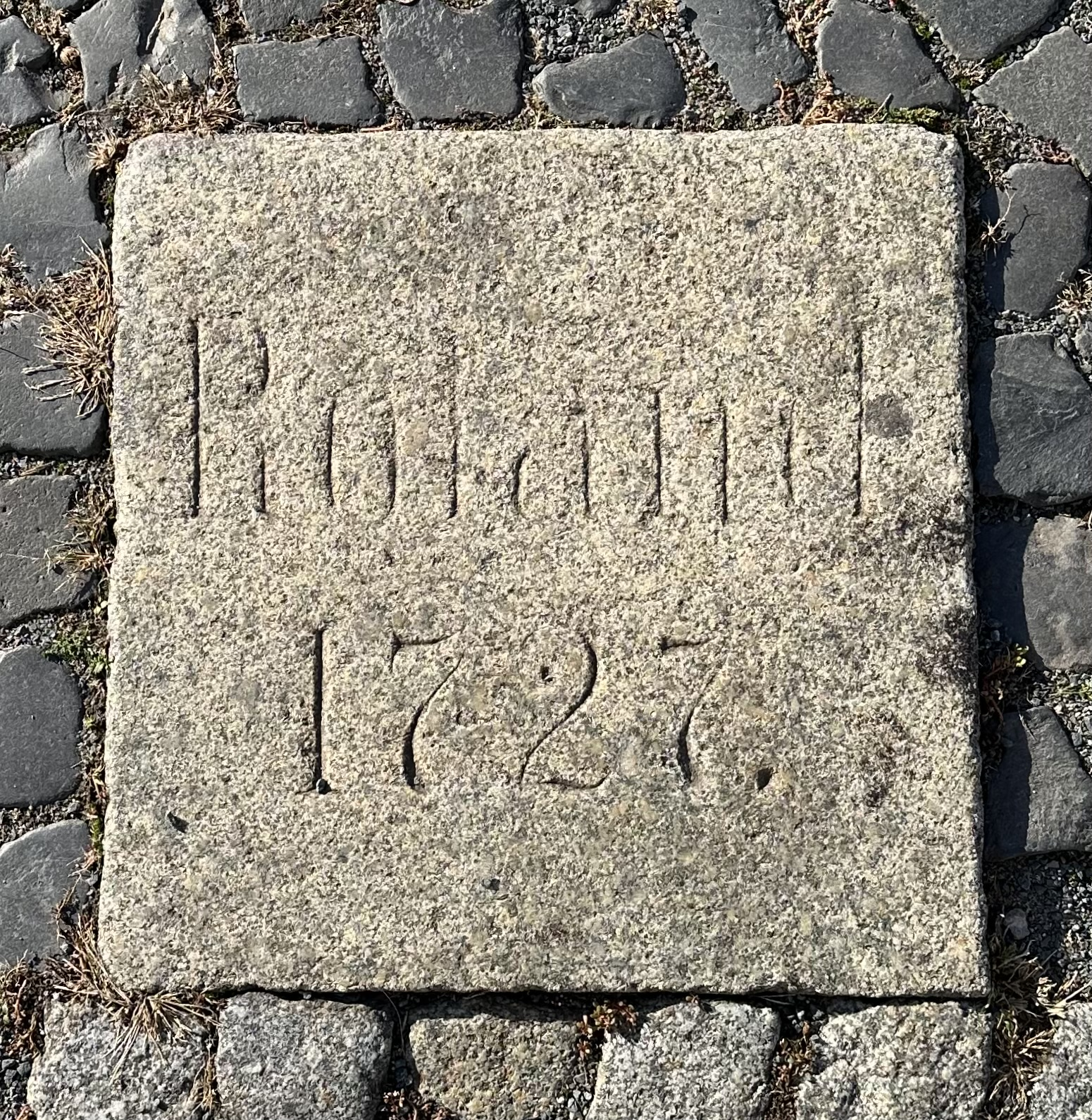
Rolandstein, 2024

Der Rolandstein ist ein Stein auf dem Alten Markt in Magdeburg in Sachsen-Anhalt. Er erinnert an den ursprünglichen Standort des Magdeburger Rolands.
Der Stein befindet sich in der Magdeburger Altstadt auf der Nordseite des Marktplatzes vor dem Haus Alter Markt 8.

## Geschichte und Gestaltung
Bei der Zerstörung der Stadt Magdeburg im Jahr 1631 wurde auch der bis dahin bestehende Magdeburger Roland zerstört. Übrig blieben einige Trümmer, die anlässlich einer Neupflasterung des Platzes 1727 beseitigt wurden. Am ehemaligen Standort verlegte man einen an den Roland erinnernden Stein mit der lateinischen Inschrift:
Bei einer Erneuerung des Pflasters des Alten Markt wurde diese Steinplatte am 10. Mai 1904, in der Nähe der Nadelöhrgasse, aufgefunden. Der Stein kam ins städtische Museum.
Noch im Jahr 1904 wurde dieser alte Stein durch den heutigen Stein ersetzt. Dieser Stein trägt die Inschrift:
Bei archäologischen Grabungen wurde in den 1950er Jahren der Bereich des Steins untersucht, ohne dass jedoch besondere Funde gemacht wurden. In einer Tiefe von zwei Metern wurden lediglich 20 Kippermünzen gefunden. Ein bei den Grabungen vor Ort erschienener Zeitzeuge gab an, dass er bei der Setzung des Steins von 1904 zugegen war und der Standort damals verändert wurde. Der alte Standort hätte einige Meter weiter nordöstlich gelegen. Eine Versetzung des Steins wurde in der regionalgeschichtlichen Literatur jedoch nicht berichtet.
2024 beschloss der Stadtrat, im Zuge der Diskussion und Planungen für eine Neugestaltung des Alten Markts, einen Änderungsantrag der Ratsfraktion Grüne/future, mit dem klarstellend entschieden wurde, dass der Rolandstein erhalten bleibt.